# Intermix Media
Intermix Media, Inc. (símbolo AMX: MIX, anteriormente eUniverse) era una empresa de marketing de Internet de Los Ángeles, titular del sitio web de MySpace. Fue inaugurado en 1998. En abril de 2005 en Nueva York, Eliot Spitzer, procurador general, presentó una demanda alegando que la compañía es la fuente de los programas espía secreto ha sido instalada ilegalmente enviado anuncios pop-up y otras intrusiones a millones de usuarios de computadoras.